# Pac-Man (cançó)
«Pac-Man» (estilitzada com «PAC-MAN») és una cançó de la banda virtual de rock alternatiu Gorillaz amb la col·laboració del rapper Schoolboy Q. Es va publicar el 20 de juliol de 2020 com a sisè senzill de l'àlbum Song Machine, Season One: Strange Timez, dins del projecte audiovisual Song Machine.
La cançó es va enregistrar a Londres abans de la pandèmia de COVID-19 per commemorar el 40è aniversari del videojoc Pac-Man.
El videoclip fou dirigit per Jamie Hewlett, Tim McCourt i Max Taylor, on es mostren els membres de la banda dins els Kong Studios, seu principal virtual de la banda, i s'hi incorporen diverses referències al videojoc.

## Llista de cançons
| Núm.          | Títol                                 | Durada |
| ------------- | ------------------------------------- | ------ |
| 1.            | «Machine Bitez #9»                    | 0:45   |
| 2.            | «PAC-MAN» (amb Schoolboy Q)           | 3:13   |
| 3.            | «Machine Bitez #10»                   | 0:44   |
| 4.            | «Machine Bitez #11» (amb Schoolboy Q) | 1:38   |
| Durada total: | Durada total:                         | 6:20   |

## Crèdits
Gorillaz
- Damon Albarn – cantant, veus addicionals, instrumentació, director, teclats, baix, guitarra, sintetitzador, bateria, percussió
- Jamie Hewlett – artwork, disseny de personatges, direcció vídeo
- Remi Kabaka Jr. – percussió, bateria

Músics addicionals i tècnics
- Schoolboy Q – cantant
- Prince Paul – veus addicionals, enginyeria
- John Davis – enginyeria masterització
- Samuel Egglenton – enginyeria
- Stephen Sedgwick – enginyeria, enginyeria mescles
- Elvin «Wit» Shahbazian – enginyeria
- John Smythe – guitarra
- Weathrman – baix, teclats, sintetitzador